# Orlando Yorio
Orlando Virgilio Yorio (* 20. Dezember 1932 in Santos Lugares, Argentinien; † 9. August 2000 in Montevideo, Uruguay) war ein Geistlicher und Jesuit in Argentinien und Uruguay.

## Leben

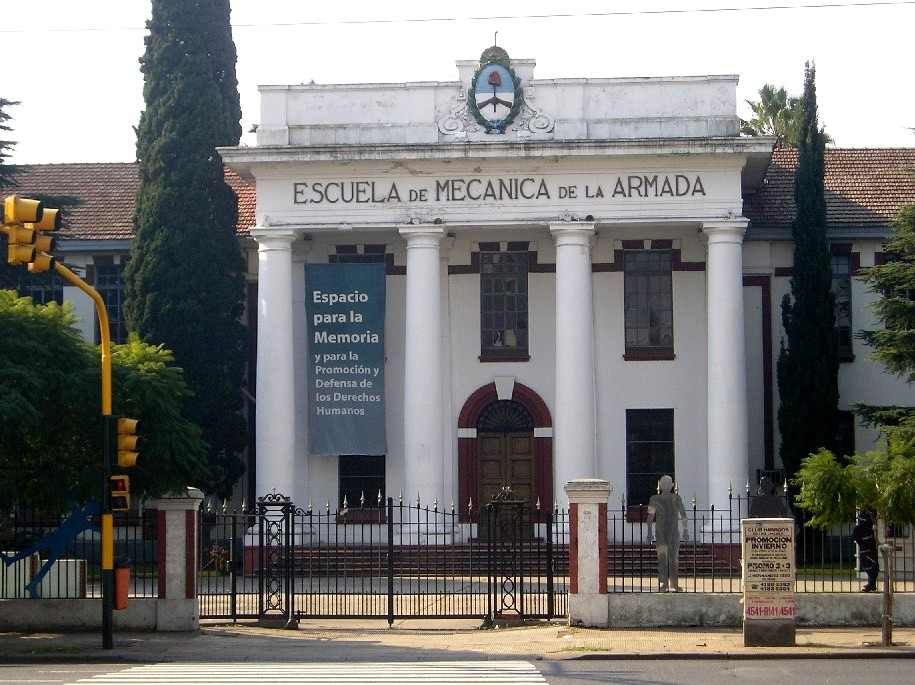
In diesem Palast wurden Jalics und Yorio ein halbes Jahr lang eingesperrt.

Yorio studierte zunächst Rechtswissenschaften an der Universidad de Buenos Aires und unterbrach sein Studium 1955, um in den Jesuitenorden einzutreten. Danach studierte er Geisteswissenschaften in Córdoba, Santiago de Chile und San Miguel und erhielt 1961 die Lehrerlaubnis (Licenciado) im Fach Philosophie. 1967 erhielt er auch die Lehrerlaubnis im Fach Theologie und lehrte in San Miguel an der theologischen Fakultät. Er war Mitarbeiter der Zeitschrift Strómata, einem Organ der Befreiungstheologie.
Dem Soziologen und Kurator Roberto Baschetti zufolge, war Yorio Mitglied der Movimiento de Sacerdotes para el Tercer Mundo (Bewegung der Priester für die Dritte Welt) und militanter Peronist.
Während seines Studiums hatte er Franz Jalics kennengelernt, mit dem er ab 1974 im Elendsvierteln Bajo Flores von Buenos Aires wirkte. Ihr Ordensprovinzial war Jorge Mario Bergoglio.
Marina Rubino zufolge sollen die Padres um 1975 beantragt haben, an Bischof Miguel Raspanti vom Bistum Morón, übertragen zu werden. Raspanti wollte jedoch nur einen Padre aufnehmen. Wie Bergoglio 1979 angab, wurden Yorio und Luis Dourrón, nach der offiziellen Auflösung ihrer kleinen Gemeinschaft im Bajo Flores im Februar 1976, am 19. März vom Orden ausgeschlossen. Yorio erfuhr dagegen von seinem Ausschluss zum 20. Mai 1976 nach seinen Angaben erst bei einem Besuch des Generaloberen Arrupe in Rom im Sommer 1977 durch Jalics.
Als Yorio und Jalics am 23. Mai 1976 vom Militär entführt wurden, gelang es Dourrón mit dem Fahrrad zu flüchten. Am 23. Oktober 1976 wurden sie wieder freigelassen. Zwei Tage später, auf der Bischofskonferenz, legte er einen ersten Bericht ab, in dem er seine Folterungen schilderte (Legajo No 6328). Am nächsten Tag besuchte Bergoglio ihn im Haus seiner Mutter, um sich um seine Versetzung zu (Inkardination bei) Bischof Novak zu kümmern. Unter dem Schutz der Nunziatur kümmerte sich Bergoglio um die Dokumente Yorios.
Jorge Novak, der Bischof des neugegründeten Bistum Quilmes, verhalf Yorio, das Land zu verlassen. Knapp acht Jahre blieb er in Rom, wo er kanonisches Recht studierte. Bergoglio setzte sich für seine Aufnahme in der Schule Pio Latino und Eingliederung in der Gregoriana ein. Verbitsky zufolge soll er am 24. November 1977 dem stellvertretenden Generaldirektor der Gesellschaft Jesu, Pater Moura, einen umfangreichen Bericht gesandt haben, in dem er seine Verwirrung zu seinem Ausschluss aus dem Orden zum Ausdruck brachte.
Zurück in Argentinien berichtete Yorio der Comisión Nacional sobre la Desaparición de Personas. In Quilmes hatte er verschiedenen Positionen in der Diözese, bis er zum Pfarrer in Berazategui ernannt wurde. Hier wurde er auch erster Professor an der Centro de Estudios Filosóficos y Teológicos de Quilmes (CEFITEQ). Ab 1994 beteiligte er sich an der Opción por los pobres (Option für die Armen).
Da Drohungen es unmöglich machten, dort zu bleiben, wechselte er 1997 in die Erzdiözese Montevideo und diente als Pfarrer der St. Bernadette Gemeinschaft.
Er starb am 9. August 2000 an einem Herzinfarkt. Am 12. Jahrestag seines Todes wurde seine Urne am Centro de estudios filosóficos y teológicos de Quilmes (CEFITEQ) beigesetzt.